# Az élelmes gyerekek
Az élelmes gyerekek a Vízipók-csodapók című rajzfilmsorozat harmadik évadának harmadik epizódja. A forgatókönyvet Kertész György írta.

## Cselekmény
A meleg, oxigénhiányos tóban fuldoklik egy parányi halacska. Vízipók a felszínre viszi, hogy magához térjen. Eközben Keresztespók a felszínen furcsa élőlényre lesz figyelmes a méhecske kosarában.

## Alkotók
- Rendezte: Szabó Szabolcs, Haui József
- Írta: Kertész György
- Dramaturg: Szentistványi Rita
- Zenéjét szerezte: Pethő Zsolt
- Főcímdalszöveg: Bálint Ágnes
- Ének: ?
- Operatőr: Magyar Gyöngyi, Pugner Edit
- Hangmérnök: Bársony Péter
- Hangasszisztens: Zsebényi Béla
- Effekt: Boros József
- Vágó: Czipauer János, Völler Ágnes
- Háttér: N. Csathó Gizella
- Rajzolták: Kricskovics Zsuzsa, Újváry László, Vágó Sándor
- Kihúzók és kifestők: Jankovics Ilona, Kiss Mária, Széchenyi Istvánné
- Asszisztens: Hajdu Mariann, Halasi Éva, Varró Lászlóné
- Színes technika: Szabó László
- Felvételvezető: Gödl Beáta
- Gyártásvezető: Vécsy Veronika
- Produkciós vezető: Mikulás Ferenc

- A laboratóriumi munkák a Magyar Filmlaboratórium Vállalatnál készültek
- Készítette a Magyar Televízió megbízásából a Pannónia Filmstúdió

## Szereplők
- Vízipók: Pathó István
- Keresztespók: Harkányi Endre
- Fülescsiga: Móricz Ildikó
- Rózsaszín vízicsiga: Géczy Dorottya
- Kék vízicsiga: Benkő Márta
- Méhecske: Halász Judit
- Halacska: Csala Zsuzsa